# بوبي كاستيلو
بوبي كاستيلو (بالإنجليزية: Bobby Castillo)‏ هو لاعب كرة قاعدة أمريكي، ولد في 18 أبريل 1955 في لوس أنجلوس في الولايات المتحدة، وتوفي بنفس المكان في 30 يونيو 2014 بسبب سرطان.

## وصلات خارجية
- بوبي كاستيلو على موقع الدوري الياباني لكرة القاعدة (الإنجليزية)
- بوبي كاستيلو على موقعبيزبول رفرنس.كوم (الدوري الرئيسي) (الإنجليزية)
- بوبي كاستيلو على موقعبيزبول رفرنس.كوم (الدوري الثانوي) (الإنجليزية)
- بوبي كاستيلو على موقع مشجعي الرسوم البيانية (الإنجليزية)